# Balma de Puigpinós
La Balma de Puigpinós és un habitatge troglodític, actualment enrunat, situat al poble de Timoneda pertanyent al municipi de Lladurs, a la comarca catalana del Solsonès.